# Bagossy Bertalan
Bagossy Bertalan (Szatmárnémeti, 1869. február 26. – Szatmárnémeti, 1950. március 12.) erdélyi magyar plébános, helytörténész.

## Élete
Szatmárnémeti városában érettségizett, itt elvégezte a teológiát is. 1891-ben pappá szentelték. Fehérgyarmaton, valamint Szatmárnémetiben káplánként is munkálkodott. 1895-ben tanítóképzői tanár lett, majd 1901-ben középiskolai tanári oklevelet szerzett. A szatmárnémeti Királyi Katolikus Főgimnázium tanára, majd 1914-ig igazgatója volt. 1919-ben Krasznaterebes káplánja volt. A Kölcsey Kör irodalmi szakosztályában elnöknek választották. 1926 és 1942 között Túrterebesen plébánosként működött.
Így ír a település templomának elvételéről:
„A báró a reformátusok közül fűnek fának pénzt ajánlott fel a templom eladása ára fejében, előbb 10, majd 20, végül 60 forintot is. Mivel senki sem állt kötélnek, német dragonyosokat hozatott a faluba, több jobbágyot megveretett, másokat tömlöcbe záratott. Átüzent a prédikátorhoz is, hogy adja át a templom kulcsát. Az azt felelte, hogy nem teheti, míg neki a Felséges Konzílium írásban meg nem parancsolja. Ekkor a Báró maga elé rendelte a papot és életveszélyesen megfenyegetve egyszerűen kiűzte a faluból. A pappal együtt szerteszét futott az egész falu. A báró pedig saját kezűleg fejszével betörte a templom ajtaját, azután pedig reteszt és lakatot téve rá, ismét bezárta azt. Történt pedig mindez az Úrnak 1744. Esztendeje második napján.”

## Munkássága
Megírta Szatmár vármegye és a város történetét a Borovszky Samu szerkesztette Magyarország vármegyéi és városai c. monográfia-sorozat számára (1908–10); latin tankönyveket szerkesztett az I. világháború előtt; A jozefinizmus hatása és az erdélyi egyházmegyék küzdelme ezek ellenében c. tanulmánya Az erdélyi katolicizmus múltja és jelene (Dicsőszentmárton, 1925) c. gyűjteményes kötetben jelent meg.

## Művei (válogatás)
- Palesztina hajdan és ma., Szatmár, 1894
- Feladatunk a polgári házassággal szemben., Szatmár, 1896
- Boldog családi élet. Békésgyula, 1897
- Hám János beszédei. 3. köt. S.a.r. H.é.n.
- Klobusitzky Péter beszédei. S.a.r. Szatmár, 1905
- Parva gramatica latina. Szatmár, 1911
- Parva gramatica bilingvis. Szatmár, 1913